# Grand Prix automobile de Grande-Bretagne 1977
Résultats du Grand Prix de Grande-Bretagne de Formule 1 1977 qui a eu lieu sur le circuit de Silverstone le 16 juillet 1977.

## Classement

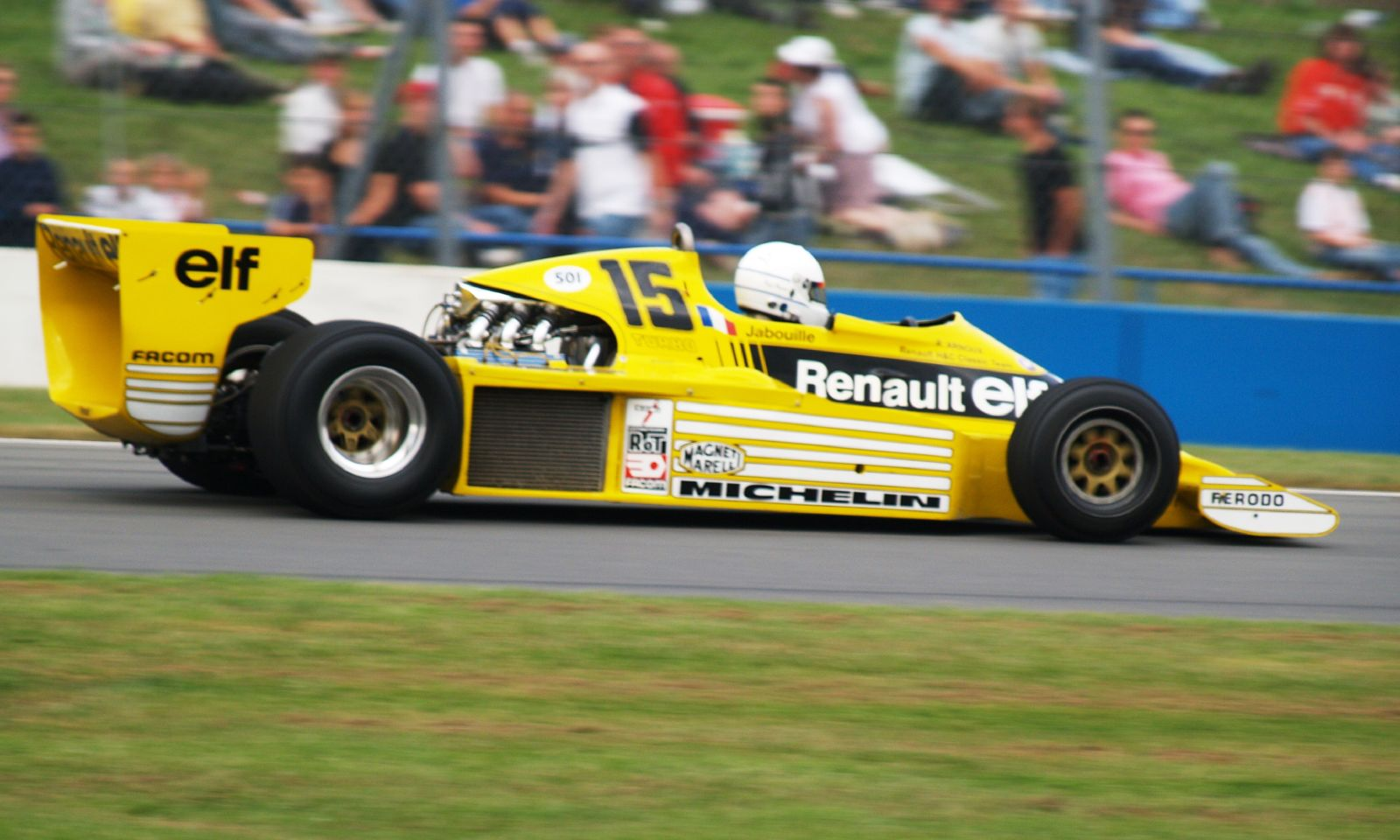
Renault fait ses débuts avec la RS01 pilotée par Jean-Pierre Jabouille (ici René Arnoux en 2007 à Donington).

| Pos  | N° | Pilote                  | Écurie             | Tours | Temps/Abandon          | Grille | Points |
| ---- | -- | ----------------------- | ------------------ | ----- | ---------------------- | ------ | ------ |
| 1    | 1  | James Hunt              | McLaren-Ford       | 68    | 1 h 31 min 46 s 06     | 1      | 9      |
| 2    | 11 | Niki Lauda              | Ferrari            | 68    | + 18 s 1               | 3      | 6      |
| 3    | 6  | Gunnar Nilsson          | Lotus-Ford         | 68    | + 19 s 57              | 5      | 4      |
| 4    | 2  | Jochen Mass             | McLaren-Ford       | 68    | + 47 s 76              | 11     | 3      |
| 5    | 8  | Hans-Joachim Stuck      | Brabham-Alfa Romeo | 68    | + 1 min 11 s 73        | 7      | 2      |
| 6    | 26 | Jacques Laffite         | Ligier-Matra       | 67    | + 1 tour               | 15     | 1      |
| 7    | 17 | Alan Jones              | Shadow-Ford        | 67    | + 1 tour               | 12     |        |
| 8    | 19 | Vittorio Brambilla      | Surtees-Ford       | 67    | + 1 tour               | 8      |        |
| 9    | 34 | Jean-Pierre Jarier      | Penske-Ford        | 67    | + 1 tour               | 20     |        |
| 10   | 27 | Patrick Nève            | March-Ford         | 66    | + 2 tours              | 26     |        |
| 11   | 40 | Gilles Villeneuve       | McLaren-Ford       | 66    | + 2 tours              | 9      |        |
| 12   | 18 | Vern Schuppan           | Surtees-Ford       | 66    | + 2 tours              | 23     |        |
| 13   | 30 | Brett Lunger            | McLaren-Ford       | 64    | + 4 tours              | 19     |        |
| 14   | 5  | Mario Andretti          | Lotus-Ford         | 62    | Moteur                 | 6      |        |
| 15   | 12 | Carlos Reutemann        | Ferrari            | 62    | + 6 tours              | 14     |        |
| Abd. | 7  | John Watson             | Brabham-Alfa Romeo | 60    | Distribution d'essence | 2      |        |
| Abd. | 20 | Jody Scheckter          | Wolf-Ford          | 59    | Moteur                 | 4      |        |
| Abd. | 28 | Emerson Fittipaldi      | Copersucar-Ford    | 42    | Accélérateur           | 22     |        |
| Abd. | 37 | Arturo Merzario         | March-Ford         | 28    | Transmission           | 17     |        |
| Abd. | 16 | Riccardo Patrese        | Shadow-Ford        | 20    | Pression d'essence     | 25     |        |
| Abd. | 4  | Patrick Depailler       | Tyrrell-Ford       | 16    | Freins                 | 18     |        |
| Abd. | 15 | Jean-Pierre Jabouille   | Renault            | 16    | Turbo                  | 21     |        |
| Abd. | 10 | Ian Scheckter           | March-Ford         | 6     | Accident               | 24     |        |
| Abd. | 3  | Ronnie Peterson         | Tyrrell-Ford       | 3     | Moteur                 | 16     |        |
| Abd. | 23 | Patrick Tambay          | Ensign-Ford        | 3     | Panne électrique       | 10     |        |
| Abd. | 24 | Rupert Keegan           | Hesketh-Ford       | 0     | Accident               | 13     |        |
| Nq.  | 9  | Alex Ribeiro            | March-Ford         |       | Non qualifié           |        |        |
| Nq.  | 22 | Clay Regazzoni          | Ensign-Ford        |       | Non qualifié           |        |        |
| Nq.  | 38 | Brian Henton            | March-Ford         |       | Non qualifié           |        |        |
| Nq.  | 36 | Emilio de Villota       | McLaren-Ford       |       | Non qualifié           |        |        |
| Npq. | 31 | David Purley            | LEC-Ford           |       | Non préqualifié        |        |        |
| Npq. | 33 | Andy Sutcliffe (en)     | March-Ford         |       | Non préqualifié        |        |        |
| Npq. | 35 | Guy Edwards             | BRM                |       | Non préqualifié        |        |        |
| Npq. | 44 | Tony Trimmer            | Surtees-Ford       |       | Non préqualifié        |        |        |
| Npq. | 45 | Brian McGuire           | McGuire-Ford       |       | Non préqualifié        |        |        |
| Npq. | 32 | Mikko Kozarowitzky (en) | March-Ford         |       | Non préqualifié        |        |        |

Légende :
- Abd.=Abandon

## Pole position et record du tour
- Pole position : James Hunt : 1 min 18 s 49 (vitesse moyenne : 216,440 km/h).
- Tour le plus rapide : James Hunt : 1 min 19 s 60 au 48e tour (vitesse moyenne : 213,422 km/h).

## Tours en tête
- John Watson : 49 (1-49)
- James Hunt : 19 (50-68)

## À noter
- 8e victoire pour James Hunt.
- 22e victoire pour McLaren en tant que constructeur.
- 103e victoire pour Ford Cosworth en tant que motoriste.
- 1er Grand Prix d'une voiture à moteur turbocompressé en (Renault RS01).
- 1er Grand Prix de Gilles Villeneuve.
- Dernier engagement en F1 pour l'écurie LEC en GP (non-qualification).